# باری بوزان
بری گوردن بوزان (به انگلیسی: Barry Gordon Buzan) (متولد ۲۸ آوریل ۱۹۴۶) استاد بازنشسته روابط بین‌الملل در دانشگاه اقتصاد لندن و استاد افتخاری در دانشگاه کپنهاگ و دانشگاه جیلین است.
وی تا سال ۲۰۱۲ صاحب کرسی مونتاگ برتون در رشته روابط بین‌الملل در مدرسه اقتصاد لندن بود. بری بوزان نظریه‌پرداز نظریه مجموعه امنیتی منطقه‌ای و همراه با اوله ویور یکی از چهره‌های اصلی مکتب کپنهاگ می‌باشد.

## پی‌نوشت‌ها
1. ↑  http://www.lse.ac.uk/researchAndExpertise/Experts/profile.aspx?KeyValue=b.g.buzan@lse.ac.uk